# Temotuloto
Temotuloto é um ilhéu do atol de Nukufetau, do país de Tuvalu.